# Befehlshaber der Landstreitkräfte der Nordsee
Der Befehlshaber der Landstreitkräfte der Nordsee (B. N. L.) war eine Kommandobehörde der Reichsmarine. Neben dem Befehlshaber der Landstreitkräfte der Nordsee existierte noch ein Befehlshaber der Seestreitkräfte der Nordsee.

## Geschichte
Im Juni 1920 wurde der Befehlshaber der Landstreitkräfte der Nordsee in Wilhelmshaven aufgestellt und alle Landdienststelle der jeweiligen Marinestation diesem unterstellt. Je Marinestation wurden drei Küstenwehrabteilungen aus den aufgelösten Marine-Brigaden gebildet und dem jeweiligen Befehlshaber unterstellt. Zeitgleich entstand eine Schiffstammdivision der Nordsee.
Die Küstenwehrabteilungen hatte die Stärke und Gliederung eines Infanterie-Bataillons und war mit drei Schützen- und einer Maschinengewehr-Kompanie. Die Küstenwehrabteilungen hatten die infanteristischen Aufgaben früherer Seebataillone und auch die der Matrosen-Artillerie-Abteilungen übernommen.
1922 wurden die Geschäfte des Befehlshabers der Landstreitkräfte der Nordsee durch den Chef des Marinestation der Nordsee wahrgenommen.
1926 wurden die Küstenwehrabteilungen in Marine-Artillerie-Abteilungen umbenannt und der Befehlshaber aufgelöst.

## Unterstellte Einheiten

### Küstenwehrabteilung II

#### Geschichte
Die Küstenwehrabteilung II war in Wilhelmshaven stationiert. Für die Aufstellung 1920 wurde das Küstenwehrregiment Wilhelmshaven herangezogen.
1926 wurde hieraus die II. Marineartillerieabteilung.

#### Kommandeure (Auswahl)
- Korvettenkapitän Wilhelm Rümann: 1920
- Korvettenkapitän Hasso von Bredow, später Kommandeur der Küstenwehrabteilung I
- Korvettenkapitän/Fregattenkapitän Franz Claassen: von April 1923 bis September 1925
- Korvettenkapitän Karl-Friedrich Wollanke

### Küstenwehrabteilung IV

#### Geschichte
Die Küstenwehrabteilung IV war in Cuxhaven stationiert. Für die Aufstellung 1920 wurde das Küstenwehrregiment Lehe herangezogen.
1926 wurde hieraus die IV. Marineartillerieabteilung.

#### Kommandeure (Auswahl)
- Korvettenkapitän Arthur Rochlitz
- Korvettenkapitän Hans-Hermann Graf von Schweinitz und Krain: von Oktober 1921 bis November 1923
- Korvettenkapitän Paul Hönicke: 1925

### Küstenwehrabteilung VI

#### Geschichte
Die Küstenwehrabteilung VI wurde 1920 aufgestellt. Der Stab und die 1. und 2. Kompanie waren auf Borkum stationiert. Die 3. Kompanie und die Maschinengewehrkompanie war in Emden.
1926 wurde hieraus die VI. Marineartillerieabteilung.

#### Kommandeure (Auswahl)
- Korvettenkapitän Karl Otto Altvater: von 1921 bis 1923
- Ernst Krafft: 1925

## Gliederung
1922
- Küstenwehrabteilung II
- Küstenwehrabteilung IV
- Küstenwehrabteilung VI

## Bekannte Personen (Auswahl)
- Otto Fricke: Kompanieoffizier und -führer bei der Küstenwehrabteilung II
- Joachim von Gerlach: Kompanie- und Ordonnanzoffizier der Küstenwehrabteilung II
- Kapitänleutnant Joachim Coeler: von Januar 1924 bis September 1925 Kompanieführer bei der Küstenwehrabteilung II
- Oberleutnant zur See/Kapitänleutnant Ernst Scheurlen: von Mai 1924 bis September 1925 Kompaniechef bei der Küstenwehrabteilung IV
- Leutnant zur See/Oberleutnant zur See Hans Mirow: von Juni 1920 bis Oktober 1921 Adjutant bei der Küstenwehrabteilung IV
- Oberleutnant zur See Hans Bütow: Adjutant und Kompanieoffizier bei der Küstenwehrabteilung VI